# Luyện kim
Luyện kim là một lĩnh vực của khoa học và kỹ thuật vật liệu nghiên cứu hành vi vật lý và hóa học của các nguyên tố kim loại, các hợp chất liên kim loại và hỗn hợp của chúng, được gọi là hợp kim. Luyện kim bao gồm cả khoa học và công nghệ kim loại. Đó là, cách mà khoa học được áp dụng vào việc sản xuất kim loại và kỹ thuật chế tạo các thành phần kim loại được sử dụng trong các sản phẩm cho cả người tiêu dùng và nhà sản xuất. Luyện kim khác biệt với nghề thủ công kim loại. Cơ khí phụ thuộc vào luyện kim theo cách tương tự như cách y học dựa vào khoa học y tế để tiến bộ kỹ thuật. Một chuyên gia luyện kim được biết đến như là một nhà luyện kim.
Khoa học luyện kim được chia thành hai loại chính: luyện kim hóa học và luyện kim vật lý. Luyện kim hóa học chủ yếu liên quan đến việc khử và oxy hóa kim loại, và hiệu suất hóa học của kim loại. Đối tượng nghiên cứu trong luyện kim hóa học bao gồm chế biến khoáng sản, khai thác kim loại, nhiệt động lực học, điện hóa hóa học và suy thoái hóa học (ăn mòn). Ngược lại, luyện kim vật lý tập trung vào các tính chất cơ học, tính chất vật lý và hiệu suất vật lý của kim loại. Các chủ đề nghiên cứu trong luyện kim vật lý bao gồm tinh thể học, đặc tính vật liệu, luyện kim cơ học, biến đổi pha và cơ chế thất bại.
Trong lịch sử, luyện kim chủ yếu tập trung vào sản xuất kim loại. Sản xuất kim loại bắt đầu bằng việc xử lý quặng để chiết xuất kim loại, và bao gồm hỗn hợp kim loại để tạo ra hợp kim. Hợp kim kim loại thường là sự pha trộn của ít nhất hai nguyên tố kim loại khác nhau. Tuy nhiên, các yếu tố phi kim thường được thêm vào hợp kim để đạt được các tính chất phù hợp cho một ứng dụng. Nghiên cứu về sản xuất kim loại được chia thành luyện kim sắt (còn được gọi là luyện kim đen) và luyện kim không sắt (còn gọi là luyện kim màu). Luyện kim sắt bao gồm các quá trình và hợp kim dựa trên sắt trong khi luyện kim màu bao gồm các quá trình và hợp kim dựa trên các kim loại khác. Việc sản xuất kim loại sắt chiếm 95% sản lượng kim loại thế giới.
Các nhà luyện kim hiện đại làm việc trong cả hai lĩnh vực mới nổi và truyền thống như là một phần của một nhóm liên ngành cùng với các nhà khoa học vật liệu và các kỹ sư khác. Một số lĩnh vực truyền thống bao gồm chế biến khoáng sản, sản xuất kim loại, xử lý nhiệt, phân tích lỗi và nối các kim loại (bao gồm hàn, brazing và soldering). Các lĩnh vực mới nổi cho các nhà luyện kim bao gồm công nghệ nano, chất siêu dẫn, vật liệu tổng hợp, vật liệu y sinh, vật liệu điện tử (chất bán dẫn) và kỹ thuật bề mặt.

## Lịch sử

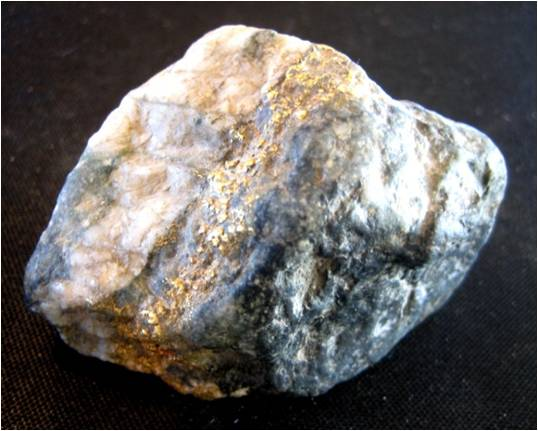
Quặng vàng từ Mỏ núi đỏ ranh giới, Washington, Mỹ

Kim loại được ghi nhận sớm nhất được sử dụng bởi con người dường như là vàng, có thể được tìm thấy miễn phí hoặc "bản địa". Một lượng nhỏ vàng tự nhiên đã được tìm thấy trong các hang động Tây Ban Nha có niên đại vào cuối thời đại Cổ sinh, khoảng 40.000 năm TCN. Bạc, đồng, thiếc và sắt dạng thiên thạch cũng có thể được tìm thấy ở dạng nguyên sinh, cho phép một số lượng gia công kim loại hạn chế trong các nền văn hóa sơ khai. Vũ khí Ai Cập làm từ sắt thiên thạch vào khoảng năm 3000 TCN được đánh giá cao là "dao găm đến từ thiên đường".
Một số kim loại, đặc biệt là thiếc, chì và ở nhiệt độ cao hơn, đồng, có thể được thu hồi từ quặng của chúng bằng cách đốt nóng quặng trong lò lửa hoặc lò cao, một quá trình được gọi là nấu luyện. Bằng chứng đầu tiên của ngành luyện kim khai thác này, có niên đại từ thiên niên kỷ thứ 5 và thứ 6 TCN, đã được tìm thấy tại các địa điểm khảo cổ ở Majdanpek, Jarmovac gần Priboj và Pločnik, ở Serbia ngày nay. Đến nay, bằng chứng sớm nhất về luyện đồng được tìm thấy tại trang Belovode gần Plocnik. Di tích này này cho thấy một chiếc rìu đồng từ năm 5500 TCN, thuộc về văn hóa Vinča.

Việc sử dụng chì sớm nhất được ghi nhận từ khu định cư thời kỳ đồ đá mới tại vùng Yarim Tepe ở Iraq, 
 "Di chỉ của chì (Pb) tìm thấy ở vùng Cận Đông cổ đại là một chiếc vòng có niên đại thiên niên kỷ thứ 6 trước Công nguyên từ Yarim Tepe ở miền bắc Iraq và một mảnh chì hình nón sau đó đến từ Halaf thời Arpachiyah, gần Mosul. Vì chì bản địa là cực kỳ hiếm, các vật phẩm như vậy làm tăng khả năng suy đoán việc luyện chì có thể đã bắt đầu ngay cả trước khi luyện đồng. "  
 Luyện kim đồng cũng được ghi nhận tại địa điểm này trong cùng khoảng thời gian (ngay sau 6000 TCN), mặc dù việc sử dụng chì dường như trước khi có việc luyện đồng. Luyện kim thời cổ đại cũng được ghi nhận tại địa điểm Tell Maghzaliyah gần đó, dường như có niên đại sớm hơn và hoàn toàn không có đồ gốm đó.
Balkan là nơi có các nền văn hóa thời đại đồ đá mới, bao gồm Butmir, Vinča, Varna, Karanovo và Hamangia. 

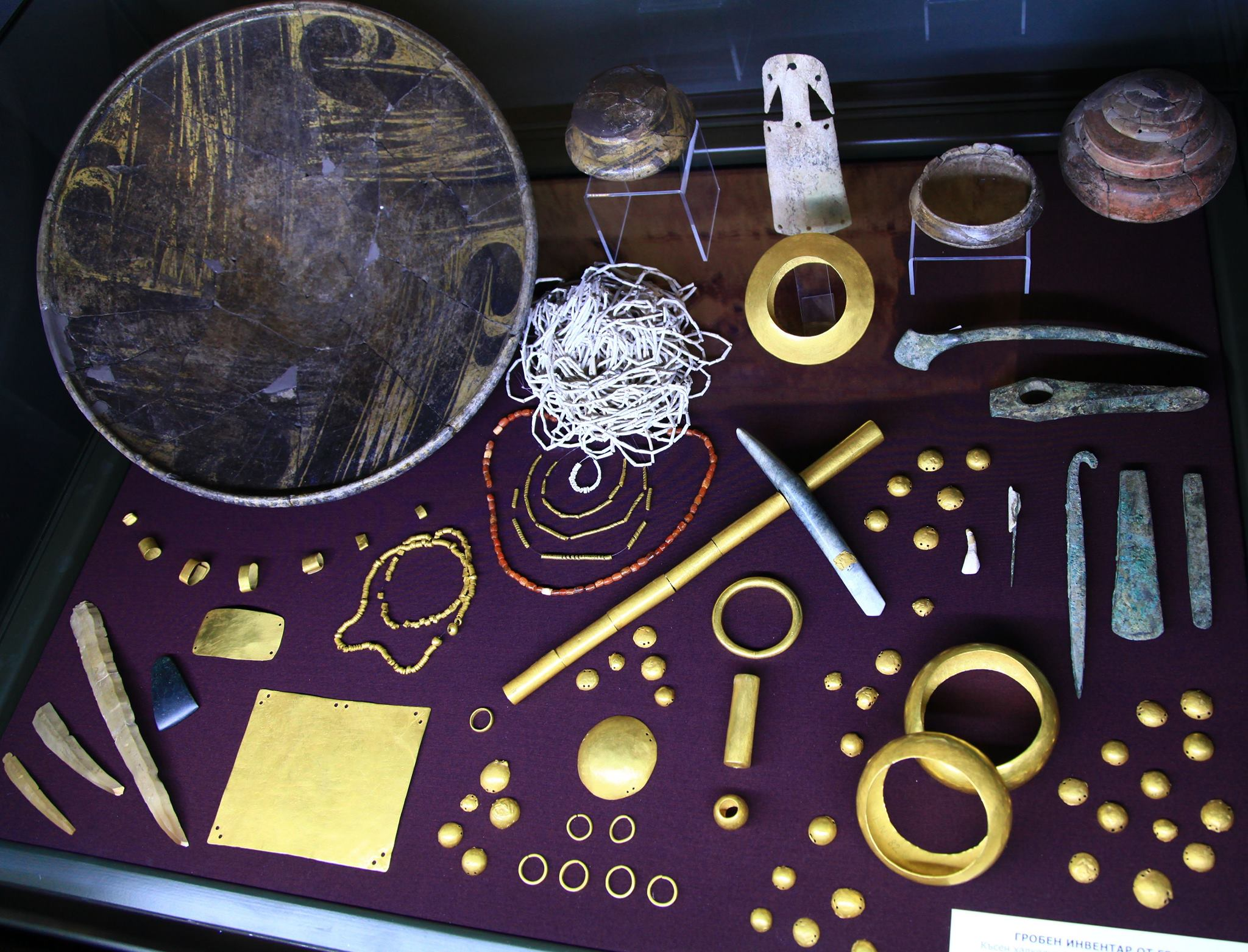
Cổ vật từ nghĩa địa Varna, Bulgaria

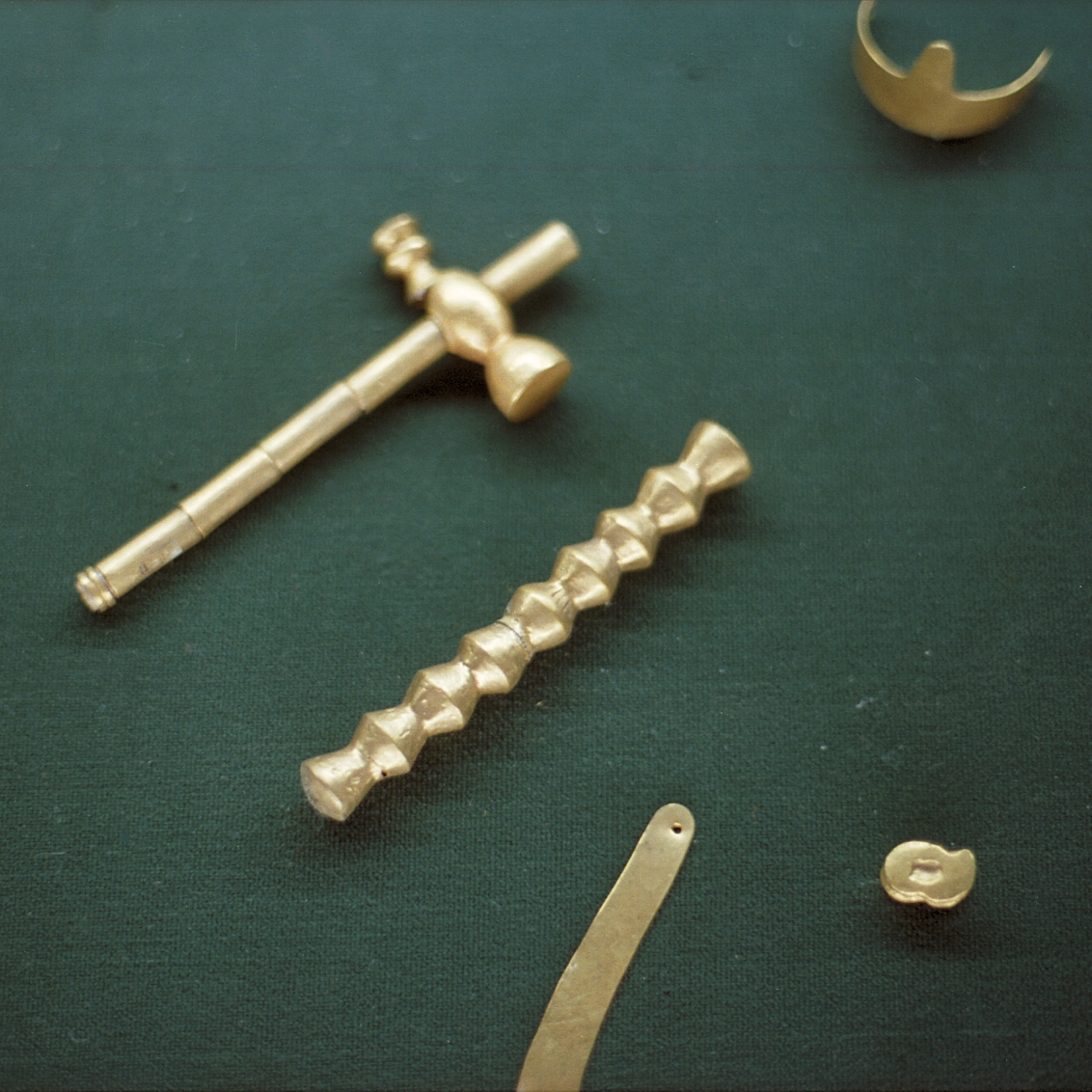
Các đồ chế tác bằng vàng từ nghĩa địa Varna, văn hóa Varna

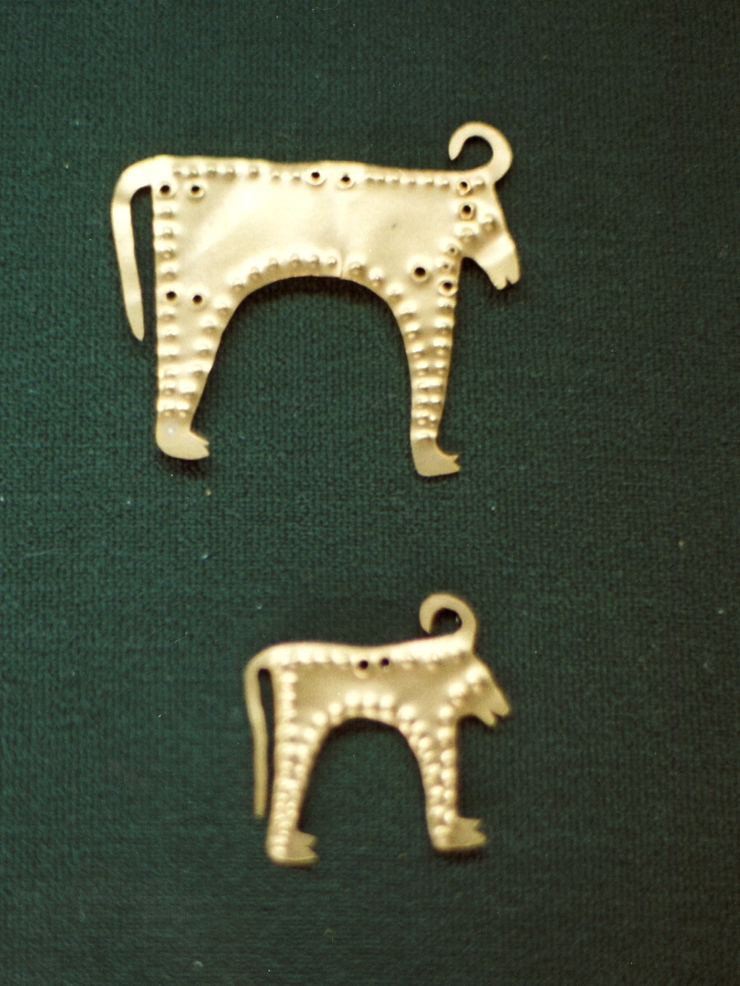
Bò vàng, văn hóa Varna

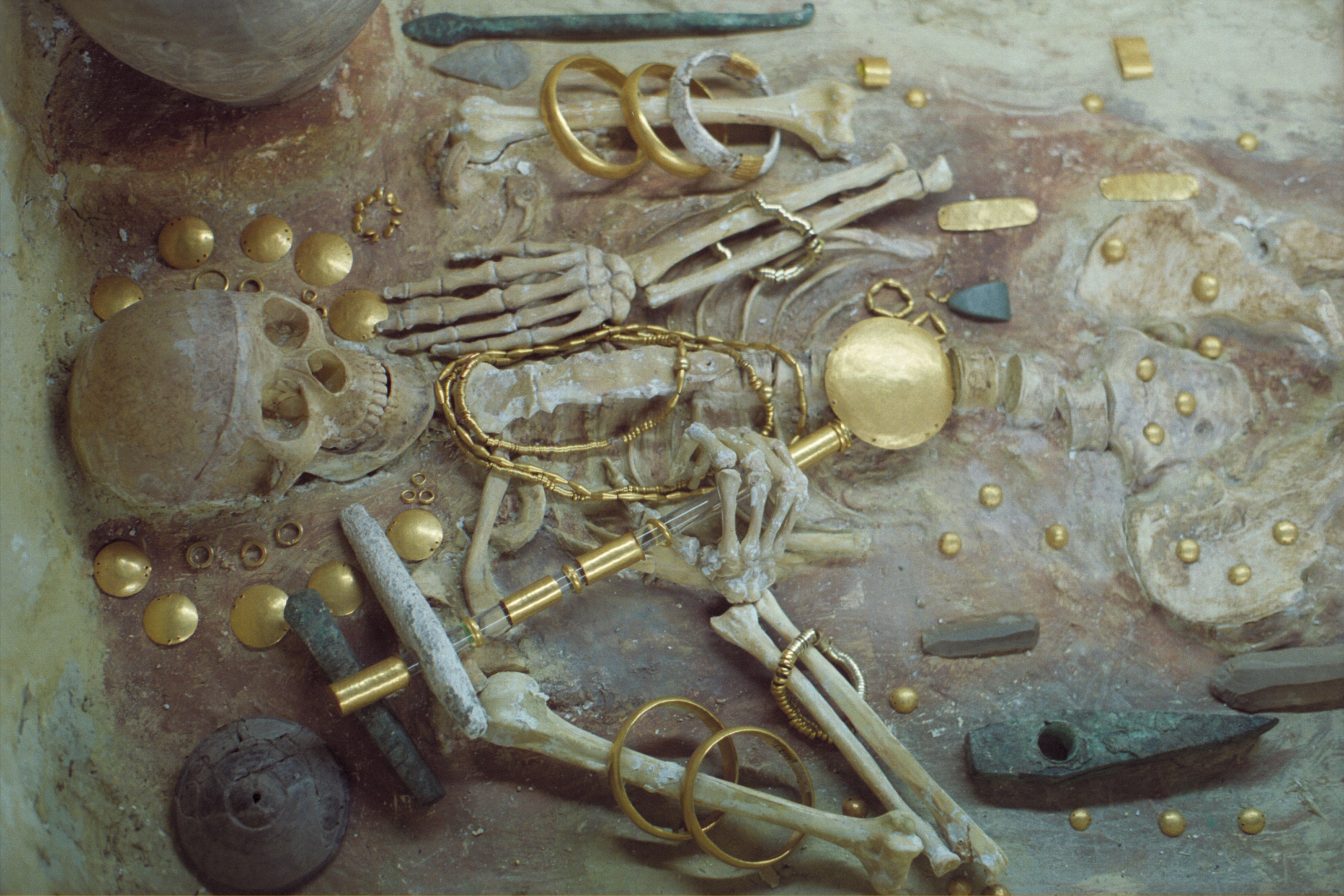
An táng người giàu có tại nghĩa địa Varna, ảnh gốc tìm thấy (chi tiết)

Di chỉ thành phố Varna, Bulgaria, là một nơi chôn cất trong khu công nghiệp phía tây của Varna (khoảng 4 km từ trung tâm thành phố), quốc tế được coi là một trong những địa điểm khảo cổ quan trọng trong thời tiền sử thế giới. Kho báu vàng lâu đời nhất trên thế giới, có niên đại từ 4.600 TCN đến 4.200 TCN, đã được phát hiện tại địa điểm này. Mảnh vàng có niên đại từ 4.500 TCN, được tìm thấy gần đây tại Durankulak, gần Varna là một ví dụ quan trọng khác.
Các dấu hiệu khác của kim loại ban đầu được tìm thấy từ thiên niên kỷ thứ ba TCN ở những nơi như Palmela (Bồ Đào Nha), Los Millares (Tây Ban Nha) và Stonehenge (Vương quốc Anh). Tuy nhiên, sự khởi đầu cuối cùng không thể được xác định rõ ràng và những khám phá mới là liên tục và duy trì đến nay. 

Khu vực khai thác của Trung Đông cổ đại. Màu sắc của hộp minh họa: asen có màu nâu, đồng đỏ, thiếc màu xám, sắt màu nâu đỏ, vàng màu vàng, bạc màu trắng và chì màu đen. Khu vực màu vàng tượng trưng cho đồng arsenic, trong khi khu vực màu xám là viết tắt của đồng thiếc.

Ở Cận Đông, khoảng 3500 năm TCN, người ta đã phát hiện ra rằng bằng cách kết hợp đồng và thiếc có thể tạo ra một hợp kim gọi là đồng điếu. Điều này đại diện cho một sự thay đổi công nghệ lớn được gọi là Thời đại đồ đồng.
Việc khai thác sắt từ quặng của nó thành kim loại nguyên chất khó khăn hơn nhiều so với đồng hoặc thiếc. Quá trình này dường như đã được người Hittites phát minh vào khoảng 1200 TCN, bắt đầu thời đại đồ sắt. Bí mật của việc khai thác và gia công sắt là một yếu tố quan trọng trong sự thành công của người Philistine.
Sự phát triển lịch sử trong luyện kim màu có thể được tìm thấy trong một loạt các nền văn hóa và nền văn minh trong quá khứ. Điều này bao gồm các vương quốc và đế chế cổ đại và trung cổ của Trung Đông và Cận Đông, Iran cổ đại, Ai Cập cổ đại, Nubia cổ đại và Anatolia (Thổ Nhĩ Kỳ), Nok cổ đại, Carthage, Hy Lạp và La Mã của Châu Âu cổ đại, Châu Âu thời trung cổ, cổ đại và Trung Quốc thời trung cổ, Ấn Độ cổ đại và trung cổ, Nhật Bản cổ đại và trung cổ, trong số những người khác. Nhiều ứng dụng, thực tiễn và các thiết bị liên quan hoặc liên quan đến luyện kim đã được thiết lập ở Trung Quốc cổ đại, chẳng hạn như đổi mới lò cao, gang, búa dùng thủy lực và ống thổi pít-tông kép.
Một cuốn sách thế kỷ 16 của Georg Agricola tên De re metallicica mô tả các quá trình phát triển và phức tạp của khai thác quặng kim loại, khai thác kim loại và luyện kim thời bấy giờ. Agricola đã được mô tả là "cha đẻ của ngành luyện kim".

## Các quá trình
Luyện kim bao gồm các quá trình: 
- Xử lý quặng (nghiền, tuyển, đóng bánh, vê viên để chuẩn bị tách kim loại khỏi quặng); Quặng được đóng bánh nhằm tăng cường độ bền và có kích thước phù hợp cho quá trình luyện kim trong lò
- Tách kim loại ra khỏi quặng và các vật liệu;
- Làm sạch kim loại (tinh luyện);
- Sản xuất kim loại và hợp kim;
- Sản xuất bột kim loại (sạch) và những loại Cacbit để phục vụ cho các quá trình chế tạo vật liệu tổ hợp (composite) có cơ tính đặc biệt vượt trội so với các Kim loại, hợp kim thông thường.
- Chế tạo các ferro (hoặc silicomangan..) và hợp kim trung gian phục vụ cho luyện kim.
- Đúc là quá trình đông đặc kim loại lỏng trong các loại khuôn (khuôn cát, khuôn kim loại, khuôn đúc liên tục..) một số sản phẩm đúc có thể sử dụng được ngay hoặc tạo ra phôi cho quá trình gia công biến dạng khác (cán, rèn dập...)
- Cán là quá trình biến dạng dẻo phôi kim loại giữa 2 trục tròn xoay. Sản phẩm có hình học đơn giản (tròn, vằn, vuông, thoi..) đến phức tạp (đường ray, chữ U I...)
- Nhiệt luyện bao gồm Nung nóng, giữ nhiệt và làm nguội. Tùy vào cách nung nóng, cách giữ nhiệt và làm nguội ta có các công đoạn "Tôi" "Ram" Ủ" là những nguyên công chủ đạo của nhiệt luyện. Ngoài ra còn các quá trình "thấm" để đạt được cơ tính bề mặt theo nhu cầu. Hầu hết các sản phẩm gia công cơ khí không thể sử dụng ngay nếu không qua nhiệt luyện.
- Gia công hoá nhiệt và cơ nhiệt đối với kim loại;
- Tráng phủ bề mặt sản phẩm kim loại để bảo vệ hoặc trang trí và khuếch tán những kim loại và phi kim loại khác và bề mặt sản phẩm.

## Các kiểu luyện
Có hai kiểu luyện kim: thủy luyện kim và hoả luyện kim. 
- Thủy luyện là quá trình hoàn nguyên kim loại trong môi trường có tác dụng của các chất hóa học hoặc trong môi trường điện phân (thường là điện phân trong môi trường nhiệt độ cao hoặc điện phân nóng chảy).
- Hỏa luyện là hoàn nguyên kim loại trong môi trường có chất khử mạnh như C, H2,... Phản ứng hoàn nguyên thường tỏa nhiều nhiệt nên người ta gọi phương pháp hoàn nguyên này là hỏa luyện.
- Thủy Luyện quá trình thu hồi kim loại sach bằng các phản ứng hoàn nguyện ở nhiệt độ thấp trong dung môi hóa chất nhỏ hơn 100°. Nguyên tắc: dùng các chất, hợp chất tan trong nước để đẩy kim loại sach ra khỏi chất hợp chất của nó.
- Hỏa luyện là quá trình hoàn nguyên kim loại ở nhiệt độ cao (Hỏa). phản ứng hoàn nguyên chủ yếu là nhờ các chất có ái lực hóa học mạnh để tách kim loại ra khỏi hợp chất của nó trong quặng. Từ đó ta thu được kim loại.

ví dụ:
quá trình hoàn nguyên sắt trong lò cao nhờ:
- Hoàn nguyên trực tiếp bởi Cacbon rắn nằm trong lò, chủ yếu phản ứng này xảy ra ở trong nồi lò. Phản ứng này không phải là phản ứng chủ đạo trong lò do Cacbon rắng không đủ linh động để có thể hoàn nguyện lượng lớn quặng trong lò.
- Hoàn nguyên gián tiếp bởi CO. Than Cốc phản ứng khí hóa trong điều kiện thiếp oxy trong lò cao sẽ sản sinh ra CO (còn gọi là khí hoàn nguyên) khí CO di chuyển rất linh động trong lò đi sâu vào lõi của quặng để hoàn nguyên các oxide sắt.
- Điện luyện quá trình luyện và tinh luyện kim loại có sử dụng điện phân.

Điện phân thường là quá trình tinh luyện kim loại sach. Đấy là cách thu hồi kim loại sach đạt đến 99,99%
mỗi kim loại có một chế độ điện khác nhau I(cường độ dòng), U(điện áp), T°(nhiệt độ)
VD điện phân nhôm sạch từ nhôm kỹ thuật
từ nhôm kỹ thuật ta đưa vào lò điện phân muối nóng chảy 3 lớp sẽ thu được nhôm sach 99.99% với chế độ điện như sau
T°=750-800 (°C)
U = 6-8 (v)
I = 150.000 (A) (một trăm năm mươi ngàn Ampe)

## Nghiên cứu vĩ mô và vi mô
Các nhà luyện kim nghiên cứu các cơ chế vĩ mô và vi mô để giải thích các hành vi của kim loại và hợp kim, từ đó tìm ra các phương pháp luyện kim hiệu quả nhất:
- Vĩ mô: Các nghiên cứu trên mức độ vĩ mô có thể tập trung vào các tính chất tinh thể học; như ảnh hưởng của nhiệt độ và xử lý nhiệt đến pha thành phần của hợp kim, như điểm cùng tinh và tính chất của những pha hợp kim này. Tính chất vĩ mô của kim loại được kiểm tra bằng sử dụng các máy và thiết bị đo độ bền kéo, độ bền nén và độ cứng.
- Vi mô: Các cơ chế vi mô bao gồm sự thay đổi xuất hiện ở mức nguyên tử có ảnh hưởng đến tính chất vĩ mô của kim loại (hoặc hợp kim). Ví dụ về công cụ để khảo sát vi mô của kim loại là hiển vi quang học và hiển vi điện tử, và phương pháp phổ khối.

## Phân loại
Luyện kim được phân ra hai loại chính: Luyện kim đen và luyện kim màu

### Luyện kim đen
Luyện kim đen là sản xuất ra gang và thép (là hợp kim của sắt và các bon). Đây là một trong những ngành quan trọng nhất của công nghiệp nặng, tạo ra nguyên liệu cơ bản cho ngành chế tạo máy móc và gia công kim loại. Hầu như tất cả các ngành kinh tế đều sử dụng các sản phẩm của ngành luyên kim. Kim loại đen chiếm 90% trong tổng khối lượng sản xuất trên thế giới.
* Xem bài chi tiết bài:gang và thép
Ngành luyên kim phát triển mạnh vào thế kỉ XIX nở rộ nhất vào sau thế chiến thứ 2 do nhu cầu kiến thiết lại châu Âu cùng với việc phát minh động cơ đốt trong, xây dựng đường sắt, chế tạo xe lửa, tàu thủy và sau này là công cụ, máy nông nghiệp, ô tô,...
Ngành luyện kim đen cần một lượng lớn nguyên liệu quặng sắt, nhiên liệu than cốc và các chất trợ dung đá vôi. Quy trình sản xuất rất phức tạp.

#### Luyện Kim truyền thống
Luyện Gang lò cao
- Nguyên liệu:

Sản xuất gang cần chuẩn bị các nguyên liệu như sau: quặng sắt gồm quặng hematit(Fe2O3) và manhetit (Fe3O4). Ở Việt Nam có nhiều quặng sắt như ở Thái Nguyên, Yên Bái, Hà Tĩnh.... Ngoài ra cần có than cốc, không khí giàu oxy và đá vôi CaCO3. Tất cả các nguyên liệu được đưa vào lò luyện kim (lò cao). Khi than cốc được đốt cháy sẽ sinh ra cacbon monoxide (CO) nó sẽ hoàn nguyên oxide sắt ở nhiệt độ cao và thu được gang.
- Muốn sản xuất ra được 1 tấn gang cần phải sử dụng:

+ 1,7 ~ 1,8 tấn quặng sắt (tuỳ thuộc hàm lượng sắt trong quặng, nếu hàm lượng sắt thấp thì con số này sẽ lớn hơn).
+ 0,6 ~ 0,7 tấn đá vôi làm chất trợ dung giúp tạo xỉ để khử một phần tạp chất và tạo màng che phủ trên bề mặt gang lỏng nhằm giảm khả năng oxy hóa sắt trong lò. Trong quặng tuy đã làm giàu nhưng vẫn còn đá không quặng. Nếu đá này thuộc loại acid (như silic oxide) phải dùng đá base (đá vôi) làm chất giúp chảy; còn nếu là đá base (như oxide calci) lại phải dùng chất trợ dung là đá acid (cát thạch anh).
+ 0,6 ~ 0,8 tấn than cốc dùng để làm nhiên liệu vì khả năng sinh nhiệt cao, chịu được sức nặng của phôi liệu, kích thích sự cháy.

#### Quy trình sản xuất gang
Quặng sắt, than cốc, đá vôi có kích thước vừa phải được đưa qua miệng lò cao và xếp thành từng lớp. Không khí nóng thổi từ 2 bên lò từ dưới lên
C + O2(to) -> CO2 (khí)
C + CO2(to) -> 2CO (khí)
Nhờ có khí cacbon monoxide khử oxide sắt:
3CO + Fe2O3(to cao) -> 3CO2 + 2Fe
Ngoài ra trong quặng lẫn tạp chất như MnO2, SiO2 cũng đều bị khử thành đơn chất
Đá vôi phân hủy thanh CaO rồi oxide hóa một số tạp chất có lẫn trong quặng như SiO2 tạo thành xỉ. Xỉ nhẹ nên nổi lên trên và đưa ra ngoài khỏi cửa lò
CaO + SiO2(to) -> CaSiO3
Khí được tạo ra trong lò thoát ra ở phía trên gần miệng lò.

#### Quy trình sản xuất thép
Sản xuất thép chủ yếu được sử dụng lò Bessemer, lò Martin để luyện thép. Thổi khí oxi qua lò đựng gang nóng chảy ở nhiệt độ cao. Khí oxi oxy hóa một số kim loại trong gang như Cu, Zn, Si, S.... Sản phẩm thu là thép.
Lưu trình trên đây là lưu trình đi từ quặng sắt qua lò cao thành gang lỏng và qua lò thổi (lò chuyển, lò oxy kiềm BOF) để thành thép. Ngoài ra còn có một vài lưu trình khác mà đáng chú ý là lưu trình từ quặng sắt và thép phế liệu được hoàn nguyên trực tiếp (DRI) thành sắt xốp sau đó vào lò hồ quang điện để ra thép.

#### Các nước khai thác nhiều
Một số nước dẫn đầu về sản lượng thép như Trung Quốc, Hoa Kỳ, Đức, Nga, Hàn Quốc, Brazil... Một số nước công nghiệp phát triển chẳng hạn Nhật Bản, tuy trữ lượng không cao nhưng sản xuất thép vẫn lớn mạnh nhờ nhập quặng nguyên liệu từ các nước đang phát triển

#### Tình hình sản lượng thép thế kỉ XVIII và XIX
| Nước | Năm 1800        | Năm 1900         | Tỉ lệ gia tăng (%) |
| Anh  | 1,3 (triệu tấn) | 4,9 (triệu tấn)  | 377%               |
| Mĩ   | 1,2 (triệu tấn) | 10,2 (triệu tấn) | 850%               |
| Đức  | 0,7 (triệu tấn) | 6,4 (triệu tấn)  | 910%               |

Sản lượng thép của các nước Anh Đức Mĩ 1800-1900
| Nước | Năm 1920        | Năm 1929         |
| Anh  | 9,2 (triệu tấn) | 9,8(triệu tấn)   |
| Pháp | 2,7 (triệu tấn) | 9,7 (triệu tấn)  |
| Đức  | 7,8 (triệu tấn) | 16,5 (triệu tấn) |

Sản lượng thép của các nước Anh Đức Pháp 1920-1929
Kinh tế đang dần dần khôi phục, sản xuất công nghiệp nhất là luyện kim đang có xu hướng phát triển nhanh tại các nước phát triển. Phục hồi nhanh do chiến tranh gây ra

#### Tình hình sản lượng thép kết thúc 2009 và bắt đầu 2010
Sản lượng thép thô thế giới tăng 25,5% trong tháng 1/2010 so với cùng kỳ năm trước và tăng 1,8% so với tháng 12/2009 nhờ các nhà máy thép phục hồi sản xuất trong bối cảnh kinh tế phục hồi.
Theo số liệu của Hiệp hội Thép Thế giới (WSA), sản lượng thép toàn cầu tháng đầu năm nay đạt 108,9 triệu tấn, so với 86,8 triệu tấn cách đó một năm và 107 triệu tấn của tháng 12 năm 2009.
Sản lượng thép của Trung Quốc, quốc gia sản xuất và tiêu thụ thép lớn nhất thế giới, tăng 18,2% trong tháng qua, đạt 48,7 triệu tấn. So với tháng 12/09, sản lượng thép của Trung Quốc tăng 0,2%.
Tại Nhật Bản và Nga, quốc gia sản xuất thép lớn thứ hai và thứ ba thế giới, sản lượng tăng lần lượt 36,8% và 33% trong tháng 1 vừa qua..
Colin Hamilton, chuyên gia phân tích thuộc Macquarie cho biết, các nhà máy thép đang nỗ lực sản xuất càng nhiều càng tốt do giá nguyên liệu thô sẽ tăng trước tháng 4.
Được biết, các tập đoàn quặng BHP Billiton, Rio Tinto và Vale của Brasil đã chốt lại các cuộc đàm phán về giá quặng với các nhà sản xuất thép châu Á cho năm tới. Các công ty này muốn có giá quặng tăng thêm 40%. Kết quả là giá thép cũng tăng lên và sản lượng cũng theo xu hướng này. Tuy nhiên các nhà phân tích tin rằng sản lượng sẽ ở mức rất cao trong năm nay.
Cũng theo WSA, sản lượng thép của Mỹ, quốc gia sản xuất thép lớn thứ 4 thế giới, đã tăng 48,8% trong tháng 1, đạt 6,1 triệu tấn.
Tại châu Âu, sản lượng thép của Đức tăng 27,7% trong tháng 1, đạt 3,4 triệu tấn, sản lượng của Tây Ban Nha tăng 51,1% lên 1,4 triệu tấn.
Trong năm 2009, khu vực gặp khó khăn nhất về sản xuất thép là Bắc Mỹ khi sản lượng sụt giảm 34%, trong đó riêng Mỹ giảm 36,4%.
WSA cho biết thêm, trong tháng 1/2010, công suất sản xuất thép toàn cầu đạt 72,9%, so với 71,9% của tháng 12 năm 2009.
| Xếp hạng | Nước       | Sản lượng (Triệu tấn) |
| 1        | Trung Quốc | 567,8                 |
| 2        | Nhật Bản   | 87,5                  |
| 3        | Nga        | 59,9                  |
| 4        | Mỹ         | 58,1                  |
| 5        | Ấn Độ      | 56,6                  |
| 6        | Hàn Quốc   | 48,6                  |
| 7        | Đức        | 32,7                  |
| 8        | Ukraine    | 29,8                  |
| 9        | Brazil     | 26,5                  |
| 10       | Thổ Nhĩ Kỳ | 25,3                  |

Sản lượng thép của Top 10 vào tháng 12/2009
| Nước            | Sản lượng (Triệu tấn) | Tỉ lệ giảm (%) |
| Brazil          | 18,4                  | 31,4%          |
| Mexico          | 9,96                  | 29,5%          |
| Argentina       | 2,78                  | 36,9%          |
| Chile           | 0,87                  | 32,8%          |
| Paraguay        | 0,04                  | 38%            |
| Peru            | 5,1                   | 41,6%          |
| Venezuela       | 2,83                  | 12,6%          |
| Toàn Mĩ La Tinh | 37,1                  | 29,6%          |

Sản lượng luyện kim đen tháng 1/2009 đến 10/2009
Ngoài ra có các phương pháp luyện kim phi cốc tạo ra sắt xốp từ quặng mà không cần đến than cốc. Đây là một bước ngoặt trong công nghiệp luyện kim, từ quặng ta có thế sản xuất Gang hoặc Thép theo ý muốn trong khi Luyện kim truyền thống chỉ có tạo ra Gang bằng lò cao từ quặng và tiêu tốn rất nhiều than cốc cho một mẻ Gang. Trong khi hiện tại Việt Nam chưa tự cung cấp được nguồn nguyên liệu Than cốc, chủ yếu là nhập khẩu từ Trung Quốc.

### Luyện kim màu
Sản xuất ra các kim loại như đồng, chì, thiếc, nhôm, kẽm, bạc, vàng... không có sắt. Nhiều kim loại có giá trị chiếm lược. Dùng để sản xuất máy bay, tàu cảng, dụng cụ, các công trình xây dựng, điện tử, cơ khí, hóa chất và được dùng trong cả các ngành bưu tính công nghệ thông tin, tin học... Các kim loại màu được phân thành 4 nhóm chính là kim loại màu cơ bản, kim loại màu hợp kim, kim loại màu quý và kim loại màu hiếm.
| Tên quặng | Phân bố                                               | Sản lượng và khai thác nhiều                                                           |
| Boxide    | Úc, Guinea, Jamaica, Brazil, Việt Nam...              | Sản lượng 25 triệu tấn nhôm / năm. Các nước đứng đầu: Hoa Kỳ, Nga, Canada, Úc          |
| Đồng      | Chile, Hoa Kỳ, Canada, Nga, Dambia, Philippine, Congo | Sản lượng 15 triệu tấn / năm Các nước đứng đầu: Chile, Hoa Kỳ, Canada, Nga, Trung Quốc |
| Niken     | Nga, Canada, Úc, Cuba                                 | Sản lượng 1,1 triệu tấn Các nước đứng đầu: Nga, Canada, Úc                             |
| Kẽm       | Canada, Úc, Hoa Kỳ, Ấn Độ, Peru, Nga                  | Sản lượng 7 triệu tấn Các nước đứng đầu: Canada, Úc, Hoa Kỳ, Peru, Trung Quốc          |

#### Tính chất của kim loại
* Xem chi tiết bài: Kim loại

#### Luyện kim nhôm
* Quy trình luyện kim nhôm:
Nguyên liệu: Al2O3 (quặng boxide)
- Cách 1: Sau khi làm sạch quặng người ta dùng điện phân nóng chảy của nhôm oxide và criolit [19] trong bể điện phân, thu được nhôm và oxi

2Al2O3 (điện phân nóng chảy + criolit) --> 4Al + 3O2
- Cách 2: Đun nóng quặng đó lên để trở nên đơn chất Al

- Sản lượng nhôm:

| Tháng/Năm            | Tổng sản lượng (nghìn tấn) | Sản lượng trung bình ngày (nghìn tấn) |
| Năm 2005             | 23.463                     | 64,3                                  |
| Năm 2006             | 23.869                     | 65,4                                  |
| Năm 2007             | 24.812                     | 68,0                                  |
| Năm 2008             | 25.654                     | 70,1                                  |
| 8 tháng đầu năm 2008 | 17.145                     | 70,3                                  |
| Tháng 8/2008         | 2.175                      | 70,2                                  |
| Tháng 9/2008         | 2.110                      | 70,3                                  |
| Tháng 10/2008        | 2.187                      | 70,5                                  |
| Tháng 11/2008        | 2.082                      | 69,4                                  |
| Tháng 12/2008        | 2.130                      | 68,7                                  |
| 8 tháng đầu năm 2009 | 15.638                     | 64,4                                  |
| Tháng 1/2009         | 2.094                      | 67,5                                  |
| Tháng 2/2009         | 1.852                      | 66,1                                  |
| Tháng 3/2009         | 2.019                      | 65,1                                  |
| Tháng 4/2009         | 1.914                      | 63,8                                  |
| Tháng 5/2009         | 1.965                      | 63,4                                  |
| Tháng 6/2009         | 1.892                      | 63,1                                  |
| Tháng 7/2009         | 1.948                      | 62,8                                  |
| Tháng 8/2009         | 1.954                      | 63,0                                  |

## Luyện kim tại Việt Nam
Luyện kim ở Việt Nam cũng khá phát triển. Ở nơi nào có mỏ kim loại thì nơi đó có lò luyện kim.
| Lò luyện  | Nơi         | Năng suất                                              |
| Đồng      | Đà Nẵng     | 65.000 tấn/năm                                         |
| Thép      | Thái Nguyên | 550.000 tấn/năm                                        |
| Gang      | Thái Nguyên | 150.000 tấn/năm                                        |
| Sắt       | Bình Định   | 400.000 tấn/năm                                        |
| Kẽm, chì  | Bắc Kạn     | 20.000 tấn chì/năm và 10.000 tấn kẽm/năm               |
| Mangan    | Cao Bằng    | 56 tấn/ngày                                            |
| Thép      | Bình Dương  | 4.000 tấn/năm                                          |
| Titan     | Thái Nguyên | 20.000 tấn xỉ titan/năm và 10.000 tấn gang hợp kim/năm |
| Gang thép | Quảng Ngãi  | 4-5 triệu tấn/năm                                      |
| Gang thép | Hải Dương   | 2-2,5 triệu tấn/năm                                    |

Luyện kim tập trung nhiều Thành phố Hồ Chí Minh, Đồng Nai, Bà Rịa Vũng Tàu, Quảng Nam, Quảng Ngãi, Hà Tĩnh, Thanh Hóa, Hải Phòng, Hải Dương, Thái Nguyên, Lào Cai, Tuyên Quang, Bắc Kạn, Cao Bằng…
Trong đó ngành luyên kim đen của nước ta có xu hướng phát triển mạnh do khai thác nhiều từ các mỏ quặng sắt và nhập nguyên liệu từ các nước đang phát triển 

### Lịch sử luyện kim đen của Việt Nam
- Xem bài: Hiện trạng và tương lai của ngành công nghiệp thép Việt Nam
- Xem bài: Tổng quan luyện thép Việt Nam

## Năng lực của người luyện kim
- Giỏi các môn khoa học tự nhiên, đặc biệt là hóa học, vật lý
- Yêu thích ngành luyện kim
- Có khả năng tư duy và phán đoán tốt
- Thích tìm tòi, nghiên cứu, sáng tạo
- Có ý thức bảo vệ môi trường